# Wahler Berg
Wahler Berg este o arie protejată (arie specială de conservare — SAC, sit de importanță comunitară — SCI) din Germania întinsă pe o suprafață de 8,68 ha, integral pe uscat.

## Localizare
Centrul sitului Wahler Berg este situat la coordonatele 51°07′28″N 6°48′44″E / 51.1244°N 6.8122°E.

## Înființare
Situl Wahler Berg a fost declarat sit de importanță comunitară în aprilie 2004 pentru a proteja . Situl a fost protejat și ca arie specială de conservare în mai 2014.

## Biodiversitate
Situată în ecoregiunea atlantică, aria protejată conține 4 habitate naturale: Vegetație psamofilă uscată cu Calluna și Genista, Vegetație psamofilă uscată cu pășuni deschise de Corynephorus și Agrostis, Fânețe de joasă altitudine (Alopecurus pratensis, Sanguisorba officinalis), Păduri acidofile de stejar bătrân cu Quercus robur pe câmpii nisipoase.
La baza desemnării sitului se află un număr nedeclarat de specii protejate:
Pe lângă speciile protejate, pe teritoriul sitului au mai fost identificate 1 specie de plante, 1 specie de reptile.